# Nazionale maschile di cricket del Messico
La nazionale di cricket del Messico è la selezione nazionale che rappresenta lo Stato del Messico nel gioco del cricket.

## Storia

### Le prime apparizioni internazionali
Il Messico è diventato membro affiliato dell'International Cricket Council nel 2004. La prima partita internazionale ufficiale della nazionale messicana di cricket si è disputata il 19 marzo 2006, durante il Campionato centroamericano di cricket, contro la Costa Rica, match che il Messico ha vinto. In precedenza, erano già state disputate partite tra squadre con sede a Città del Messico e la nazionale del Belize, ma tali incontri non erano riconosciuti come ufficiali a livello internazionale. Dopo la vittoria iniziale contro la Costa Rica, il Messico ha affrontato il Belize, subendo una sconfitta che ha determinato il secondo posto finale nel torneo.
Nel 2007, il Messico ha ospitato una nuova edizione del Campionato Centroamericano, conquistando il titolo grazie alle vittorie contro la Costa Rica e El Salvador.
L'anno successivo, nel 2008, la nazionale messicana ha partecipato alla seconda edizione della Coppa di Pasqua a El Salvador, classificandosi al secondo posto. La squadra ha perso contro il Belize, ma ha ottenuto una netta vittoria contro El Salvador.
Nel 2009, il Messico ha preso parte al terzo Campionato Centroamericano, tenutosi a Panama, il primo ad adottare il formato Twenty20. In quell’edizione, la squadra ha mostrato buone prestazioni, vincendo tutte le partite tranne una, compreso un incontro particolarmente combattuto contro il Belize. Il rendimento complessivo ha permesso al Messico di classificarsi nuovamente al secondo posto.
Nel 2011, la selezione messicana ha partecipato al torneo ICC Americas Division 3, svoltosi in Costa Rica, chiudendo la competizione al quarto posto.
Nel 2012, una formazione composta prevalentemente da giovani ha rappresentato il Messico alla quarta Volcano Cup in El Salvador. La squadra si è classificata seconda, dietro ai padroni di casa, dopo aver superato il Guatemala.

### Ottenimento dello status T20
Nell'aprile 2018, l'ICC ha deciso di concedere lo status completo di Twenty20 International (T20I) a tutti i suoi membri. Pertanto, tutte le partite Twenty20 giocate tra il Messico e gli altri membri dell'ICC dal 1° gennaio 2019 hanno lo status T20I.
Nell'aprile del 2019 il Messico ha partecipato al campionato centramericano a Naucalpan, concludendo in quarta posizione, riuscendo ad ottenere una vittoria solamente contro la nazionale costaricana. Nello stesso anno, la nazionale messicana prende parte anche ai campionati centroamericani di cricket T20, arrivando al secondo posto nella fase a gironi, perdendo la finale contro l'Argentina di 4 wickets con 8 palle rimanenti.
Nel 2023 il Messico prende parte ai campionati sudamericani di cricket T20 a Buenos Aires dal 18 al 21 ottobre, perdendo la finalina per il terzo posto contro la Colombia di 7 runs, chiudendo al quarto posto il torneo.
Nell'aprile del 2024 la selezione messicana partecipa ai campionati centroamericani di cricket a Guacima dove ha vinto il torneo vincendo 3 partite su 5 contro il Costarica, unica altra nazionale iscritta alla manifestazione continentale.
Nel 2025 il Messico, dal 17 al 20 aprile, partecipa ai Campionati centroamericani maschili di cricket T20 2025 disputati a Panama City, concludendo in seconda posizione la fase a gironi, qualificandosi per la finale contro Panama, non disputata a causa delle condizioni meteo.  A causa dell'annullamento della finale, il titolo centroamericano è stato condiviso dalle due nazionali.

## Albo d'oro

### Campionati sudamericani T20
| Anno   | Round        | Pos.   | GP | W  | L | T | NR |
| ------ | ------------ | ------ | -- | -- | - | - | -- |
| 2019   | Finalista    | 2/5    | 7  | 4  | 3 | 0 | 0  |
| 2022   | Quarto posto | 1/8    | 6  | 4  | 2 | 0 | 0  |
| 2023   | Quarto posto | 4/8    | 5  | 2  | 3 | 0 | 0  |
| 2024   | Quarto posto | 4/8    | 4  | 1  | 2 | 0 | 1  |
| Totale | Totale       | Totale | 20 | 11 | 8 | 0 | 1  |

### Campionati centroamericani T20
| Anno   | Round       | Pos.   | GP | W | L | T | NR |
| ------ | ----------- | ------ | -- | - | - | - | -- |
| 2019   | Terzo posto | 3/5    | 4  | 2 | 2 | 0 | 0  |
| 2024   | Campione    | 1/2    | 5  | 3 | 2 | 0 | 0  |
| 2025   | Campione    | 1/4    | 3  | 2 | 1 | 0 | 0  |
| Totale | Totale      | Totale | 12 | 7 | 5 | 0 | 0  |

## Statistiche
Partite internazionali – Messico
Aggiornato al 19 aprile 2025.
| Record                  |    |    |    |   |      |
| Format                  | M  | W  | L  | T | D/NR |
| Twenty20 Internationals | 28 | 11 | 17 | 0 | 0    |

### T20
Aggiornato al 19 aprile 2025 
| Nazionale            | P                    | W                    | L                    | T                    | NR                   |
| vs Associate Members | vs Associate Members | vs Associate Members | vs Associate Members | vs Associate Members | vs Associate Members |
| -------------------- | -------------------- | -------------------- | -------------------- | -------------------- | -------------------- |
| Argentina            | 5                    | 0                    | 5                    | 0                    | 0                    |
| Bahamas              | 1                    | 0                    | 1                    | 0                    | 0                    |
| Belize               | 2                    | 0                    | 2                    | 0                    | 0                    |
| Brasile              | 3                    | 2                    | 1                    | 0                    | 0                    |
| Isole Cayman         | 1                    | 0                    | 1                    | 0                    | 0                    |
| Cile                 | 2                    | 1                    | 1                    | 0                    | 0                    |
| Costa Rica           | 7                    | 5                    | 2                    | 0                    | 0                    |
| Panama               | 3                    | 0                    | 3                    | 0                    | 0                    |
| Perù                 | 1                    | 1                    | 0                    | 0                    | 0                    |
| Suriname             | 1                    | 1                    | 0                    | 0                    | 0                    |
| Turks e Caicos       | 1                    | 1                    | 0                    | 0                    | 0                    |
| Totale               | 28                   | 11                   | 17                   | 0                    | 0                    |